# Hokej na trawie na Letnich Igrzyskach Olimpijskich 1948
Wyniki turnieju hokeja na trawie na Letnich Igrzyskach Olimpijskich 1948 w Londynie.

## Grupa A
| 31 lipca   |  | Indie     | 8 – 0 | Austria   |
| 2 sierpnia |  | Hiszpania | 2 – 3 | Argentyna |
| 4 sierpnia |  | Indie     | 9 – 1 | Argentyna |
| 4 sierpnia |  | Hiszpania | 1 – 1 | Austria   |
| 6 sierpnia |  | Austria   | 1 – 1 | Argentyna |
| 6 sierpnia |  | Indie     | 2 – 0 | Hiszpania |

## Grupa B
| 31 lipca   |  | Wielka Brytania | 0 – 0  | Szwajcaria |
| 3 sierpnia |  | Afganistan      | 2 – 0  | USA        |
| 5 sierpnia |  | Afganistan      | 1 – 1  | Szwajcaria |
| 5 sierpnia |  | Wielka Brytania | 11 – 0 | USA        |
| 7 sierpnia |  | Wielka Brytania | 8 – 0  | Afganistan |
| 7 sierpnia |  | Szwajcaria      | 3 – 1  | USA        |

## Grupa C
| 31 lipca   |  | Holandia | 4 – 1 | Belgia   |
| 31 lipca   |  | Francja  | 2 – 2 | Dania    |
| 2 sierpnia |  | Pakistan | 2 – 1 | Belgia   |
| 2 sierpnia |  | Holandia | 4 – 1 | Dania    |
| 3 sierpnia |  | Holandia | 2 – 0 | Francja  |
| 3 sierpnia |  | Pakistan | 9 – 0 | Dania    |
| 5 sierpnia |  | Pakistan | 3 – 1 | Francja  |
| 5 sierpnia |  | Belgia   | 2 – 1 | Dania    |
| 7 sierpnia |  | Holandia | 1 – 6 | Pakistan |
| 7 sierpnia |  | Francja  | 1 – 2 | Belgia   |

## Półfinały
| 9 sierpnia |  | Wielka Brytania | 2 – 0 | Pakistan |
| 9 sierpnia |  | Indie           | 2 – 1 | Holandia |

## Mecz o 3. miejsce
| 12 sierpnia |  | Holandia | 1 – 1 | Pakistan |
| 13 sierpnia |  | Holandia | 4 – 1 | Pakistan |

## Finał
| 12 sierpnia |  | Indie | 4 – 0 | Wielka Brytania |

| Lp. | Państwo         | Zawodnik |
| --- | --------------- | --- |
| 1   | Indie           | Leo Pinto, Trilochan Singh, Randhir Singh Gentle, Keshav Dutt, Amir Kumar, Maxie Vaz, Kishan Lal, Balbir Singh, Walter de Souza, Kunwar Digvijay Singh, Grahanandan Singh, Patrick Jansen, Lawrie Fernandes, Ranganandhan Francis, Akhtar Hussain, Jaswant Rajput, Reginald Rodrigues, Latif-ur Rehman, Gerry Glacken, Leslie Claudius |
| 2   | Wielka Brytania | David Brodie, George Sime, William Lindsay, Michael Walford, Frank Reynolds, Frederick Lindsay, Norman Borrett, John Peake, Neil White, Robert Adlard, William Griffiths, Ronald Davis |
| 3   | Holandia        | Ton Richter, Harry Derckx, Han Drijver, Jenne Langhout, Dick Loggere, Eddy Tiel, Wim van Heel, Dick Esser, André Boerstra, Piet Bromberg, Roepie Kruize, Henk Bouwman |